# Oberonia rivularis
Oberonia rivularis är en orkidéart som beskrevs av Rudolf Schlechter. Oberonia rivularis ingår i släktet Oberonia och familjen orkidéer. Inga underarter finns listade i Catalogue of Life.